# ميل المزولة

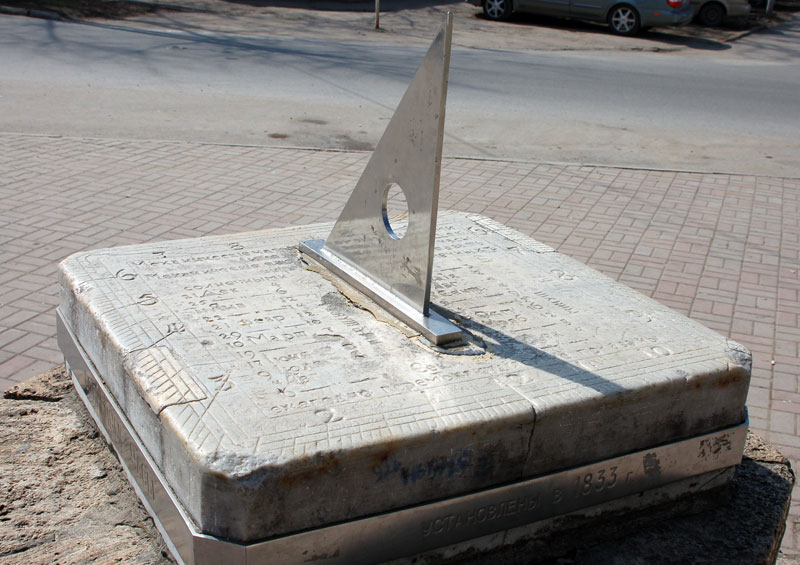
عقرب المزولة هو الجزء المثلث في هذه المزولة.

المِيل أو المِقْيَاس أو عقرب المزولة (باليونانية: γνώμων)‏ هي أحد أجزاء المزولة التي يستخدم ظلها لتقدير الوقت. وقد استخدمت فكرة عقرب المزولة  في العديد من العمليات الحسابية والأغراض الأخرى قديمًا.